# Малый пингвин
Малый пингвин, или голубой пингвин (лат. Eudyptula minor), — вид птиц из семейства пингвиновых (Spheniscidae), единственный в роде малых пингвинов (Eudyptula). Самый мелкий вид из всех ныне живущих пингвинов: у разных подвидов размеры варьируют, средний рост составляет 33 см, длина — 43 см.

## Описание
Длина тела малого пингвина колеблется в пределах от 30 до 40 см, а средняя масса — 1,5 кг. У малых пингвинов синяя голова, верх спины и крылья. Задняя часть тёмная, почти чёрная, а грудь и верх лап — светло-серый или белый. Клюв тёмно-серый, 3—4 см длиной. Радужка глаз серебристо- или синевато-серая либо светло-коричневая. Лапы сверху светло-розовые, с черными подошвами, плавательной перепонкой и когтями. Молодые птицы имеют более короткий клюв и окрашены светлее.

## Распространение
Ареал малых пингвинов занимает побережья Новой Зеландии (включая острова Чатем) и южной части Австралии. Австралийские колонии малых пингвинов существуют в штатах Виктория, Западная Австралия, Новый Южный Уэльс, Тасмания, Южная Австралия, на территории Джервис-Бей и на прибрежных островах. На небольшом острове Бейбел (штат Тасмания) обитает примерно 20 000 пар, то есть около 2 % мировой популяции. Имеются сообщения о возможных встречах в Чили. Мировая популяция малых пингвинов оценивается приблизительно в 1 миллион пар.

## Поведение
На берегу малые пингвины селятся в расщелинах на склонах. Живут они парами, длительно сохраняющими верность друг другу, иногда и на всю жизнь. Однако охотятся самец и самка обычно независимо друг от друга. На австралийском острове Филлип-Айленд в 150 км от Мельбурна они облюбовали плотный песчаный склон, заросший небольшим кустарником, в котором роют свои норы на удалении 200—500 метров от берега. На этом острове сооружены специальные трибуны и настилы, приподнятые на 1—1,5 м над землёй, позволяющие наблюдать так называемый «парад пингвинов» — Phillip Island Penguin Parade, когда они после заката солнца выходят из моря, формируют группы по 10-40 штук и весьма быстро «маршируют» вверх по склону, а затем отыскивают свои норы, при этом довольно громко и сравнительно мелодично перекрикиваясь друг с другом и со своими птенцами. Яйца (их обычно два) самец и самка высиживают по очереди друг за другом через несколько дней. Птенцов кормят, отрыгивая полупереваренную рыбу.

### Питание
Питается малый пингвин мелкой рыбой, головоногими моллюсками, иногда — осьминогами. Малый пингвин ныряет на глубину 5—30 м, максимум — 60—70 м, это меньше, чем у других видов пингвинов.

## Галерея

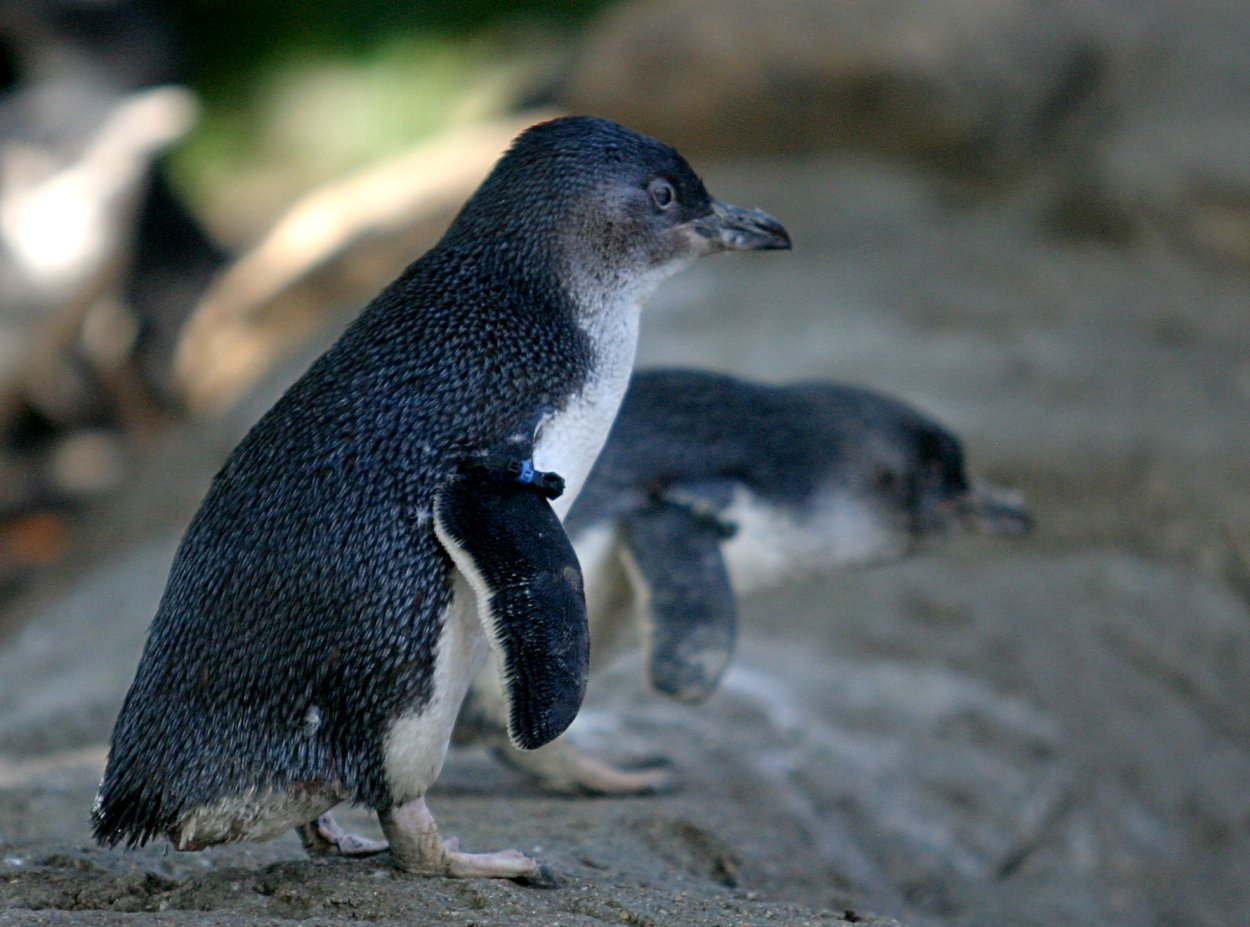
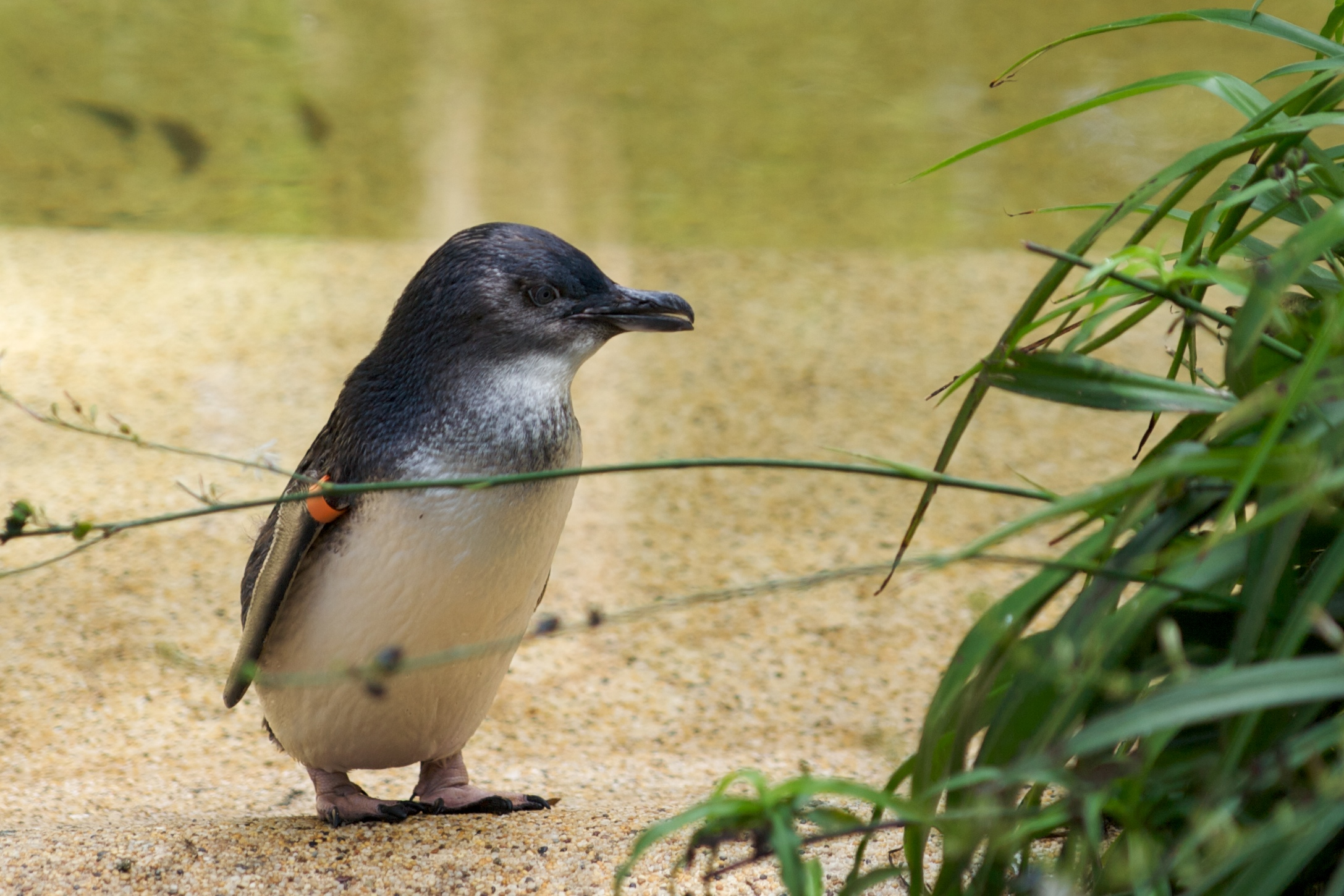
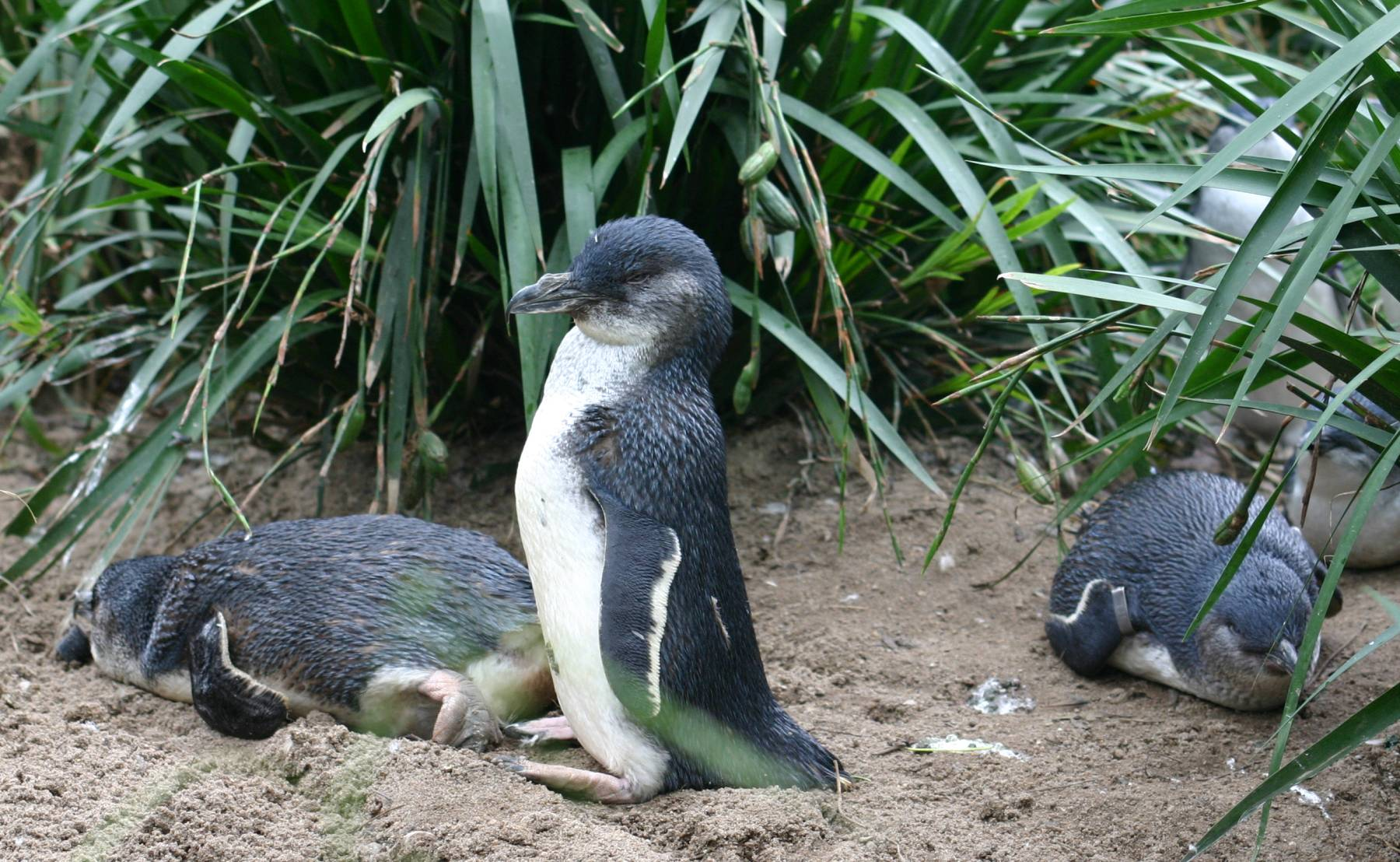